# Locustella luteoventris
El zarzalero pardo (Locustella luteoventris) es una especie de ave paseriforme de la familia Locustellidae propia del sureste de Asia.

## Distribución
Se encuentra en China, el noroeste de la India, Bangladés, Bután, Birmania, Nepal, y el norte de Tailandia, y Vietnam.